# Liste der Nummer-eins-Hits in Österreich (1989)
Dies ist eine Liste der Nummer-eins-Hits in Österreich im Jahr 1989. Sie basiert auf den Top-30-Single- und Albumlisten der österreichischen Charts. Sie wurden halbmonatlich jeweils am 1. und am 15. jeden Monats veröffentlicht. Die letzte Ausgabe vom 15. Dezember war jeweils bis zum 6. Jänner 1990 gültig, ab dann eine wöchentliche Chartliste.

## Singles
| ← 1988 ← | Liste der Nummer-eins-Hits in Österreich | Liste der Nummer-eins-Hits in Österreich | Liste der Nummer-eins-Hits in Österreich | 1990 → |
| \| Zeitraum \| Wo. ges. \| Interpret \| Titel Autor(en) \| Zusätzliche Informationen \| \| (Zeitraum, Wochen auf Platz eins, Interpret, Titel, Autor[en], zusätzliche Informationen) \| \| \| \| \| \| ----------------------------------------------------------------------------------------- \| -------- \| ----------------------------- \| -------------------------------------------------------------------------------------------------------------------------------------------------------------------------------------------------------------------- \| ------------------------------------------------------------------------------------------------------------------------ \| \| 15. November 1988 – 14. Januar 1989 8 Wochen \| 8 \| Edelweiss \| Bring Me Edelweiss Martin Gletschermeyer, Walter Werzowa; Benny Andersson, Stig Anderson, Björn Ulvaeus \| Erster von zwei Nummer-eins-Hits des österreichischen Dancefloor-Projektes. \| \| 15. Januar 1989 – 31. Januar 1989 3 Wochen \| 3 \| Bobby McFerrin \| Don’t Worry, Be Happy Bobby McFerrin \| – \| \| 1. Februar 1989 – 14. März 1989 6 Wochen \| 6 \| Robin Beck \| First Time Thomas Anthony, Terence Boyle, Gavin Spencer \| Platz 1 außerdem in Deutschland, der Schweiz und im Vereinigten Königreich. Das Lied entstammte einer Coca-Cola-Werbung. \| \| 15. März 1989 – 14. Mai 1989 9 Wochen \| 9 \| Fine Young Cannibals \| She Drives Me Crazy Roland Lee Gift, David Steele \| – \| \| 15. Mai 1989 – 31. Mai 1989 2 Wochen \| 2 \| David Hasselhoff \| Looking for Freedom Musik: Jack White; Text: Gary Ian Cowtan \| Tatsächlich bereits 1978 für Marc Seaberg geschrieben. \| \| 1. Juni 1989 – 31. Juli 1989 9 Wochen \| 9 \| Thomas Forstner \| Nur ein Lied Musik: Dieter Bohlen; Text: Joachim Horn-Bernges \| Der österreichische Beitrag zum Eurovision Song Contest 1989 erreichte Platz fünf beim Wettbewerb in Lausanne. \| \| 1. August 1989 – 14. August 1989 2 Wochen \| 2 \| Holly Johnson \| Americanos Holly Johnson \| – \| \| 15. August 1989 – 14. September 1989 4 Wochen \| 4 \| Bonnie Bianco \| A Cry in the Night Musik: Dieter Bohlen; Text: Eric Styx \| Das zweite Lied auf Platz 1 der Charts 1989, das von Dieter Bohlen geschrieben wurde. \| \| 15. September 1989 – 14. Oktober 1989 4 Wochen \| 4 \| Jive Bunny & the Mastermixers \| Swing the Mood Otis Blackwell, Dorothy Bostrie, Felice Bryant, Boudleaux Bryant, Charles Calhoun, Jerry Capehart, Eddie Cochran, Joe Lubin, John Medora, Richard Penniman, Elvis Presley, Arthur Singer, David White \| Sechsminütiges Medley aus diversen Songs, unter anderem von Elvis Presley, Bill Haley und Glenn Miller. \| \| 15. Oktober 1989 – 30. November 1989 7 Wochen \| 7 \| Kaoma \| Lambada Musik: Ulises Hermosa; Text: Gonzalo Hermosa Gonzales \| Tatsächlich ein Plagiat des Songs Llorando se fue von Los Kjarkas. \| \| 1. Dezember 1989 – 6. Januar 1990 5 Wochen \| 5 \| Milli Vanilli \| Girl I’m Gonna Miss You Peter Bischof-Fallenstein, Frank Farian, Dietmar Kawohl \| Für Milli Vanilli nach Girl You Know It’s True die zweite Nummer eins in den österreichischen Charts. \| |                                          |                                          | | |
| ← 1988 |                                          |                                          | | → 1990 → |
| Zeitraum | Wo. ges.                                 | Interpret                                | Titel Autor(en) | Zusätzliche Informationen                                                                                                |
| (Zeitraum, Wochen auf Platz eins, Interpret, Titel, Autor[en], zusätzliche Informationen) |                                          |                                          | | |
| 15. November 1988 – 14. Januar 1989 8 Wochen | 8                                        | Edelweiss                                | Bring Me Edelweiss Martin Gletschermeyer, Walter Werzowa; Benny Andersson, Stig Anderson, Björn Ulvaeus | Erster von zwei Nummer-eins-Hits des österreichischen Dancefloor-Projektes.                                              |
| 15. Januar 1989 – 31. Januar 1989 3 Wochen | 3                                        | Bobby McFerrin                           | Don’t Worry, Be Happy Bobby McFerrin | – |
| 1. Februar 1989 – 14. März 1989 6 Wochen | 6                                        | Robin Beck                               | First Time Thomas Anthony, Terence Boyle, Gavin Spencer | Platz 1 außerdem in Deutschland, der Schweiz und im Vereinigten Königreich. Das Lied entstammte einer Coca-Cola-Werbung. |
| 15. März 1989 – 14. Mai 1989 9 Wochen | 9                                        | Fine Young Cannibals                     | She Drives Me Crazy Roland Lee Gift, David Steele | – |
| 15. Mai 1989 – 31. Mai 1989 2 Wochen | 2                                        | David Hasselhoff                         | Looking for Freedom Musik: Jack White; Text: Gary Ian Cowtan | Tatsächlich bereits 1978 für Marc Seaberg geschrieben.                                                                   |
| 1. Juni 1989 – 31. Juli 1989 9 Wochen | 9                                        | Thomas Forstner                          | Nur ein Lied Musik: Dieter Bohlen; Text: Joachim Horn-Bernges | Der österreichische Beitrag zum Eurovision Song Contest 1989 erreichte Platz fünf beim Wettbewerb in Lausanne.           |
| 1. August 1989 – 14. August 1989 2 Wochen | 2                                        | Holly Johnson                            | Americanos Holly Johnson | – |
| 15. August 1989 – 14. September 1989 4 Wochen | 4                                        | Bonnie Bianco                            | A Cry in the Night Musik: Dieter Bohlen; Text: Eric Styx | Das zweite Lied auf Platz 1 der Charts 1989, das von Dieter Bohlen geschrieben wurde.                                    |
| 15. September 1989 – 14. Oktober 1989 4 Wochen | 4                                        | Jive Bunny & the Mastermixers            | Swing the Mood Otis Blackwell, Dorothy Bostrie, Felice Bryant, Boudleaux Bryant, Charles Calhoun, Jerry Capehart, Eddie Cochran, Joe Lubin, John Medora, Richard Penniman, Elvis Presley, Arthur Singer, David White | Sechsminütiges Medley aus diversen Songs, unter anderem von Elvis Presley, Bill Haley und Glenn Miller.                  |
| 15. Oktober 1989 – 30. November 1989 7 Wochen | 7                                        | Kaoma                                    | Lambada Musik: Ulises Hermosa; Text: Gonzalo Hermosa Gonzales | Tatsächlich ein Plagiat des Songs Llorando se fue von Los Kjarkas.                                                       |
| 1. Dezember 1989 – 6. Januar 1990 5 Wochen | 5                                        | Milli Vanilli                            | Girl I’m Gonna Miss You Peter Bischof-Fallenstein, Frank Farian, Dietmar Kawohl | Für Milli Vanilli nach Girl You Know It’s True die zweite Nummer eins in den österreichischen Charts.                    |

## Alben
| ← 1988 ← | Liste der Nummer-eins-Alben in Österreich | Liste der Nummer-eins-Alben in Österreich | Liste der Nummer-eins-Alben in Österreich | 1990 → |
| \| Zeitraum \| Wo. ges. \| Interpret \| Titel \| Zusätzliche Informationen \| \| (Zeitraum, Wochen auf Platz eins, Interpret, Titel, zusätzliche Informationen) \| \| \| \| \| \| ------------------------------------------------------------------------------ \| -------- \| -------------------------- \| ----------------------------- \| ------------------------------------------------------------------------------------------------------------------------------------------------------- \| \| 1. November 1988 – 14. Januar 1989 10 Wochen \| 10 \| U2 \| Rattle and Hum \| Nach The Joshua Tree das zweite Nummer-eins-Album für die irische Band. Es sollten noch sechs weitere folgen. \| \| 15. Januar 1989 – 31. März 1989 11 Wochen \| 11 \| Tanita Tikaram \| Ancient Heart \| – \| \| 1. April 1989 – 30. April 1989 5 Wochen \| 5 \| Fine Young Cannibals \| The Raw & the Cooked \| – \| \| 1. Mai 1989 – 31. Mai 1989 4 Wochen \| 4 \| Madonna \| Like a Prayer \| Für Madonna nach True Blue bereits das zweite Nummer-eins-Album in den österreichischen Charts. Es folgten noch acht weitere. \| \| 1. Juni 1989 – 14. Juni 1989 2 Wochen \| 2 \| (Musical) \| Das Phantom der Oper \| Die Uraufführung der deutschsprachigen Version des Andrew-Lloyd-Webber-Musicals fand Ende 1988 in Wien statt. Diese Aufnahme stammt vom 18. April 1989. \| \| 15. Juni 1989 – 30. Juni 1989 2 Wochen \| 2 \| Queen \| The Miracle \| Nach dem Soundtrack zu Flash Gordon, Hot Space und Greatest Hits das vierte Nummer-eins-Album für die britische Band. \| \| 1. Juli 1989 – 14. Juli 1989 2 Wochen \| 2 \| Kastelruther Spatzen \| Doch die Sehnsucht bleibt \| Das erste Nummer-eins-Album für die Volksmusik-Gruppe. \| \| 15. Juli 1989 – 31. Juli 1989 3 Wochen \| 3 \| Joe Cocker \| One Night of Sin \| Erstes und einziges Nummer-eins-Album für den britischen Rocksänger in Österreich. \| \| 1. August 1989 – 30. September 1989 8 Wochen \| 8 \| (Verschiedene Interpreten) \| Grand Prix der Volksmusik ’89 \| Der insgesamt vierte Grand Prix der Volksmusik fand 1989 in Linz statt. \| \| 1. Oktober 1989 – 14. Oktober 1989 2 Wochen \| 2 \| Rolling Stones \| Steel Wheels \| Erstes Rolling-Stones-Album auf der Spitzenposition der Charts. \| \| 15. Oktober 1989 – 31. Oktober 1989 3 Wochen (insgesamt 5) \| 5 \| Tina Turner \| Foreign Affair \| Zweites Nummer-eins-Album für Tina Turner nach Private Dancer (1984). \| \| 1. November 1989 – 14. November 1989 2 Wochen \| 2 \| (Verschiedene Interpreten) \| Lambada \| Kompilation von CBS mit diversen Lambada-Stücken. \| \| 15. November 1989 – 30. November 1989 2 Wochen (insgesamt 5) \| 5 \| Tina Turner \| Foreign Affair \| – \| \| 1. Dezember 1989 – 20. Januar 1990 7 Wochen \| 7 \| (Verschiedene Interpreten) \| Kuschelrock 3 \| – \| |                                           |                                           |                                           | |
| ← 1988 |                                           |                                           |                                           | → 1990 → |
| Zeitraum | Wo. ges.                                  | Interpret                                 | Titel                                     | Zusätzliche Informationen |
| (Zeitraum, Wochen auf Platz eins, Interpret, Titel, zusätzliche Informationen) |                                           |                                           |                                           | |
| 1. November 1988 – 14. Januar 1989 10 Wochen | 10                                        | U2                                        | Rattle and Hum                            | Nach The Joshua Tree das zweite Nummer-eins-Album für die irische Band. Es sollten noch sechs weitere folgen.                                           |
| 15. Januar 1989 – 31. März 1989 11 Wochen | 11                                        | Tanita Tikaram                            | Ancient Heart                             | – |
| 1. April 1989 – 30. April 1989 5 Wochen | 5                                         | Fine Young Cannibals                      | The Raw & the Cooked                      | – |
| 1. Mai 1989 – 31. Mai 1989 4 Wochen | 4                                         | Madonna                                   | Like a Prayer                             | Für Madonna nach True Blue bereits das zweite Nummer-eins-Album in den österreichischen Charts. Es folgten noch acht weitere.                           |
| 1. Juni 1989 – 14. Juni 1989 2 Wochen | 2                                         | (Musical)                                 | Das Phantom der Oper                      | Die Uraufführung der deutschsprachigen Version des Andrew-Lloyd-Webber-Musicals fand Ende 1988 in Wien statt. Diese Aufnahme stammt vom 18. April 1989. |
| 15. Juni 1989 – 30. Juni 1989 2 Wochen | 2                                         | Queen                                     | The Miracle                               | Nach dem Soundtrack zu Flash Gordon, Hot Space und Greatest Hits das vierte Nummer-eins-Album für die britische Band.                                   |
| 1. Juli 1989 – 14. Juli 1989 2 Wochen | 2                                         | Kastelruther Spatzen                      | Doch die Sehnsucht bleibt                 | Das erste Nummer-eins-Album für die Volksmusik-Gruppe.                                                                                                  |
| 15. Juli 1989 – 31. Juli 1989 3 Wochen | 3                                         | Joe Cocker                                | One Night of Sin                          | Erstes und einziges Nummer-eins-Album für den britischen Rocksänger in Österreich.                                                                      |
| 1. August 1989 – 30. September 1989 8 Wochen | 8                                         | (Verschiedene Interpreten)                | Grand Prix der Volksmusik ’89             | Der insgesamt vierte Grand Prix der Volksmusik fand 1989 in Linz statt.                                                                                 |
| 1. Oktober 1989 – 14. Oktober 1989 2 Wochen | 2                                         | Rolling Stones                            | Steel Wheels                              | Erstes Rolling-Stones-Album auf der Spitzenposition der Charts.                                                                                         |
| 15. Oktober 1989 – 31. Oktober 1989 3 Wochen (insgesamt 5) | 5                                         | Tina Turner                               | Foreign Affair                            | Zweites Nummer-eins-Album für Tina Turner nach Private Dancer (1984).                                                                                   |
| 1. November 1989 – 14. November 1989 2 Wochen | 2                                         | (Verschiedene Interpreten)                | Lambada                                   | Kompilation von CBS mit diversen Lambada-Stücken. |
| 15. November 1989 – 30. November 1989 2 Wochen (insgesamt 5) | 5                                         | Tina Turner                               | Foreign Affair                            | – |
| 1. Dezember 1989 – 20. Januar 1990 7 Wochen | 7                                         | (Verschiedene Interpreten)                | Kuschelrock 3                             | – |

## Jahreshitparaden
| ← 1988 ← | Liste der Nummer-eins-Hits in Österreich | Liste der Nummer-eins-Hits in Österreich                     | Liste der Nummer-eins-Hits in Österreich | 1990 →   |
| \| Singles \| Position# \| Alben \| \| -------------------------------------------------------------------------------------------------------------------------------------------------------------------------------------------------------------------------------------------------- \| --------- \| ------------------------------------------------------------ \| \| She Drives Me Crazy Fine Young Cannibals Roland Lee Gift, David Steele \| 1 \| Tracy Chapman \| \| The Look Roxette Per Gessle \| 2 \| A New Flame Simply Red \| \| Lambada Kaoma Musik: Ulises Hermosa; Text: Gonzalo Hermosa Gonzales \| 3 \| Rattle and Hum U2 \| \| Nur ein Lied Thomas Forstner Musik: Dieter Bohlen; Text: Hans Joachim Horn-Bernges \| 4 \| Ö Herbert Grönemeyer \| \| Looking for Freedom David Hasselhoff Musik: Jack White; Text: Gary Ian Cowtan \| 5 \| Ancient Heart Tanita Tikaram \| \| Das Phantom der Oper Alexander Goebel & Luzia Nistler Musik: Andrew Lloyd Webber; Text: Charles Hart, Richard Stilgoe und Mike Batt \| 6 \| Original Naabtal Duo \| \| Like a Prayer Madonna Patrick Leonard, Madonna \| 7 \| Like a Prayer Madonna \| \| Swing the Mood Jive Bunny & the Mastermixers Otis Blackwell, Dorothy Bostrie, Felice Bryant, Boudleaux Bryant, Charles Calhoun, Jerry Capehart, Eddie Cochran, Joe Lubin, John Medora, Richard Penniman, Elvis Presley, Arthur Singer, David White \| 8 \| One Night of Sin Joe Cocker \| \| Americanos Holly Johnson \| 9 \| Highlights from the Phantom of the Opera Andrew Lloyd Webber \| \| Eternal Flame The Bangles Per Gessle \| 10 \| The Raw & the Cooked Fine Young Cannibals \| |                                          |                                                              |                                          |          |
| ← 1988 |                                          |                                                              |                                          | → 1990 → |
| Singles | Position#                                | Alben                                                        |                                          |          |
| She Drives Me Crazy Fine Young Cannibals Roland Lee Gift, David Steele | 1                                        | Tracy Chapman                                                |                                          |          |
| The Look Roxette Per Gessle | 2                                        | A New Flame Simply Red                                       |                                          |          |
| Lambada Kaoma Musik: Ulises Hermosa; Text: Gonzalo Hermosa Gonzales | 3                                        | Rattle and Hum U2                                            |                                          |          |
| Nur ein Lied Thomas Forstner Musik: Dieter Bohlen; Text: Hans Joachim Horn-Bernges | 4                                        | Ö Herbert Grönemeyer                                         |                                          |          |
| Looking for Freedom David Hasselhoff Musik: Jack White; Text: Gary Ian Cowtan | 5                                        | Ancient Heart Tanita Tikaram                                 |                                          |          |
| Das Phantom der Oper Alexander Goebel & Luzia Nistler Musik: Andrew Lloyd Webber; Text: Charles Hart, Richard Stilgoe und Mike Batt | 6                                        | Original Naabtal Duo                                         |                                          |          |
| Like a Prayer Madonna Patrick Leonard, Madonna | 7                                        | Like a Prayer Madonna                                        |                                          |          |
| Swing the Mood Jive Bunny & the Mastermixers Otis Blackwell, Dorothy Bostrie, Felice Bryant, Boudleaux Bryant, Charles Calhoun, Jerry Capehart, Eddie Cochran, Joe Lubin, John Medora, Richard Penniman, Elvis Presley, Arthur Singer, David White | 8                                        | One Night of Sin Joe Cocker                                  |                                          |          |
| Americanos Holly Johnson | 9                                        | Highlights from the Phantom of the Opera Andrew Lloyd Webber |                                          |          |
| Eternal Flame The Bangles Per Gessle | 10                                       | The Raw & the Cooked Fine Young Cannibals                    |                                          |          |